# Sekundærrute 255
Sekundærrute 255 er en rutenummereret landevej på Sjælland.
Ruten strækker sig fra Osted til Gørlev.
Rute 255 har en længde på ca. 53 km.